# EA Play
EA Play (колишні EA Access та Origin Access) це ігровий сервіс за підпискою від Electronic Arts для платформ Xbox One, Xbox Series X/S, PlayStation 4, PlayStation 5 та Microsoft Windows, який пропонує доступ до вибраних ігор, виданих Electronic Arts, а також додаткові заохочення.
Після запуску EA Play було запропоновано як Microsoft для Xbox One, так і Sony для PlayStation 4, хоча Sony спочатку відмовилася від участі, оскільки не вважала, що це створить цінність для їхніх клієнтів. EA Play запустили спочатку на Xbox One 11 серпня 2014 року, а потім на PlayStation 4 24 липня 2019 року а потім до Steam 31 серпня 2020 року. EA Play також поставляється в комплекті з Xbox Game Pass Ultimate і PC без додаткової плати.

## Огляд
Членство в EA Play можна придбати на один або дванадцять місяців. Користувачі мають необмежений доступ до повних версій добірки ігор, опублікованих EA, яка називається "the Vault", доки їхня підписка активна. Якщо членство призупиняється, ігри більше не можна грати, але весь прогрес і збереження ігор зберігаються. Учасники також можуть купувати ігри, доступні в EA Play, разом з іншими іграми EA та DLC за зниженою ціною. EA Play не вимагає від користувачів платної підписки на Xbox Live, хоча для використання будь-яких багатокористувацьких функцій, включених в ігри з підтримкою Access, необхідна підписка рівня Gold.
Ігри додаються до The Play List (раніше відомого як The Vault) на розсуд EA, наприклад, коли гра стає доступною в Access через певну кількість днів після її роздрібного запуску. Хоча Умови надання послуг дозволяють EA видаляти ігри за 30 днів, EA спочатку пообіцяла, що ігри не будуть видалятися пізніше. Однак 20 липня 2017 року EA оголосила, що FIFA 14 буде видалена 18 жовтня 2017 року у зв'язку з рішенням припинити онлайн-підтримку гри. Гра залишиться доступною в офлайн-режимі для користувачів, які встановили її до дати видалення, але якщо гру буде видалено з консолі після цієї дати, її неможливо буде перевстановити.EA описала видалення FIFA 14 як "унікальну обставину, характерну для гри", яка не є репрезентативною для їхніх майбутніх планів щодо EA Play.26 квітня 2018 року спочатку було оголошено, що Rory McIlroy PGA Tour також буде видалено 22 травня 2018 року через вилучення гри з Xbox Store в цей день, хоча станом на травень 2021 року гра залишається доступною і в неї можна грати на сервісі.У 2020-2021 роках було видалено багато сторонніх ігор, а в квітні 2021 року EA почала видаляти старі ігри EA Sports з сервісу.
Передплатники можуть грати в обрані ігри протягом обмеженого часу - восьми годин, це не стосується рівня підписки "Pro". EA описала ці ранні версії не як більш традиційні демо-версії, а як повнофункціональні, але обмежені в часі версії, з точним обсягом контенту, що варіюється від гри до гри. Будь-який прогрес, досягнутий у цих обмежених версіях, буде перенесено на повну роздрібну версію.
Ігри, опубліковані на лейблах EA Partners та/або EA Originals, спочатку не мали права на переваги EA Play. Однак Titanfall було додано до Сховища в червні 2015 року, в рамках акції E3 2015, яка також дозволила всім власникам Xbox One отримати безкоштовну пробну версію гри. У липні 2017 року також було додано Titanfall 2. Разом з тим, до сервісу були додані ігри EA Originals, такі як A Way Out, Rocket Arena та Sea of Solitude. Крім того, було оголошено, що майбутня гра Knockout City від EA Originals буде доступна на сервісі (незалежно від рівня підписки) у день її виходу 21 травня 2021 року.
Передплатники EA Play можуть безкоштовно отримувати завантажуваний контент для ігор у Сховищі протягом різних обмежених періодів часу, наприклад, Naval Strike і Second Assault DLC для Battlefield 4. Передплатники, які завантажують безкоштовні DLC, що пропонуються протягом безкоштовного періоду, можуть зберегти їх незалежно від статусу підписки. 3 травня 2016 року на обмежений період часу преміум-доступ до Battlefield 4 і Battlefield Hardline став безкоштовним, що дозволило передплатникам безкоштовно завантажити всі випущені доповнення для обох ігор. Хоча доступ до преміум-контенту Battlefield 4 можна отримати лише за наявності активної підписки, передплатникам дозволили зберегти функції Hardline Premium незалежно від статусу підписки. Сезонний пропуск для Star Wars Battlefront був доступний безкоштовно для передплатників 7 липня 2017 року.

## Історія
29 лютого 2016 року EA Play розширився до ігор для Xbox 360 завдяки функції зворотної сумісності з Xbox One, починаючи з оригінальної гри Plants vs. Zombies. Dead Space було додано (без офіційного оголошення) 31 березня. 17 січня 2018 року до Сховища було додано гру Black, що вийшла для Xbox у 2006 році.
EA оголосила, що разом з поверненням свого каталогу в Steam у жовтні 2019 року, вона також випустить версію EA Play для користувачів Steam з бібліотекою, порівнянною з версіями для Xbox і PlayStation. Перший набір цих ігор було додано до Steam у червні 2020 року.
Напередодні запуску EA Play в Steam 31 серпня 2020 року, EA оголосила про ребрендинг EA Access та Origin Access в EA Play з 18 серпня 2020 року як на комп'ютері, так і на консолі. Попередні базові рівні підписки EA Play та Origin Access Basic будуть розглядатися як EA Play, тоді як Origin Access Premier стане EA Play Pro. Жодних інших змін у сервісі чи цінах не планується.EA Play на Steam та EA Play на Origin - це окремі підписки, причому остання має значно більшу бібліотеку ігор, незважаючи на однакову ціну.
EA співпрацює з Microsoft, щоб передплатники Xbox Game Pass мали доступ до базового сервісу EA Play без додаткових витрат. Він входить до складу Xbox Game Pass Ultimate та Game Pass для ПК. Користувачі Xbox отримали доступ до функції 10 листопада 2020 року, що збіглося із запуском Xbox Series X/S, тоді як запуск для Windows було перенесено з початкової дати 15 грудня 2020 року на 18 березня 2021 року.
Компанія EA оголосила про плани відмовитися від клієнта Origin для персональних комп'ютерів на користь нового додатку EA Desktop для підтримки EA Play і EA Play Pro. Бета-версія EA Desktop стартувала у вересні 2020 року. Для використання EA Play з Xbox Game Pass потрібен клієнт EA Desktop.

## Реліз та прийом
EA Play дебютувала в бета-версії виключно на Xbox One 29 липня 2014 року,і був офіційно запущений 11 серпня 2014 року. Electronic Arts зверталася до Sony та Microsoft з пропозицією про створення сервісу, але Sony відмовилася зробити його доступним на своїй консолі PlayStation 4. Аналогічна версія під назвою Origin Access з'явилася 12 січня 2016 року на ПК.
Акції рітейлера відеоігор GameStop, який продає як нові, так і вживані ігри, впали більш ніж на п'ять відсотків після заяви Electronic Arts.Подібне падіння цін відбулося після першого анонсу PlayStation Now, і ціна акцій згодом відновилася. GameStop буде одним із ритейлерів, що продаватимуть членство в EA Play.
Еліс О'Коннор з Rock Paper Shotgun сказала, що "Як і Origin до нього, новий додаток EA - це незручність, з якою ви повинні змиритися, щоб грати в ігри EA, які цього вимагають, а поза цим він марний". Система входу була розкритикована: "Скільки б разів я не просив запам'ятати мій логін, він незабаром забуває і виводить мене з системи". Було підбито підсумок додатку: "Якщо ви оцінюєте додаток EA як лаунчер і як вітрину магазину, то він прісний, безликий і повністю забувається. Він перевершує своїх конкурентів у всіх відношеннях. Ви будете користуватися ним, тільки якщо вас змусять".
Повідомлялося, що більшість ігор, які використовують додаток EA, ламаються на Steam Deck, оскільки додаток викликає проблеми з шаром сумісності Proton. EA заявила, що офіційно не підтримує Steam Deck.
Джошуа Воленс з PC Gamer також розкритикував систему входу: "Я хочу припинити вставати з дивану, щоб ввести 2FA-код після того, як додаток EA в мільйонний раз виведе мене з системи, а користувачі Steam Deck хочуть, щоб їхні ігри дійсно працювали".

## Дивіться також
- Xbox Game Pass
- PlayStation Now
- GameClub
- Ubisoft+
- Nintendo Switch Online